# 上表
上表（じょうひょう）とは、東宮以下の皇親・百官より庶民に至るまでが天皇に対して文書（表）を奉ること、またその文書（表）自体を指す。

## 概要
上表を行う者が男性であれば「臣」、女性であれば「妾」からと自称し、表の書出しは「臣（妾）某言」、書止は「臣（妾）某誠惶誠恐頓首頓首死罪死罪謹言」（まことに恐れ多く、頭を地面に擦り付けるほど恐れ多く、死罪にも値するわたくしめが謹んで申し上げますとの意）となる。また、表は中務省を通じて天皇に提出され、国政の最高機関であった太政官は関与するところではなかった。
表は大きく分けると、天皇の元服、立后、立太子や朔旦冬至などの慶事に奉られる賀表（がひょう）、天皇から皇親への譲位や封戸・随身などの特権など天皇から賜る恩恵を辞退する際に奉られる抗表（こうひょう）、官職辞任・致仕する際に奉られる辞表（じひょう）の3種類があった。ただし、実際には臣籍降下の申し入れや良民賎民の身分変更をはじめとする臣民の身分に関することなど、具体的内容が伴うものでかつ天皇の許可が必要な事案に際しても上表が用いられている。選叙令に五位以上の官人（貴族）が致仕する場合には必ず上表をして天皇の許可を得ることとなっていたため、貴族が官職を退く際には辞表が行われるようになった。
その一方で平安時代中期以後には賀表や抗表が形骸化されて行われなくなり、「上表」という言葉が辞表と同じ意味を持つようになった。また、その頃になると辞表の提出そのものも儀礼化していき、上表の手続そのものが有職故実の一環として後世に伝えられた。摂関などの高官による上表は3回行われてそのうち2回目までは天皇から慰留を受けて上表が返却され、3度目の上表を受けて天皇から辞任の可否が判断される（上表を納れて辞任を認めるか、返して辞任を拒否する）のが慣例とされた。形式だけ行われる1度目と2度目の上表を「初度」「第二度」、実際に天皇が勅答を決める3度めを「第三度」の表と称した。後には新任の大臣が就任直前に上表を行い、第三度の表の返却を受けるまで繰り返す事例が現れた。
平安時代にはこうした上表（辞表）の例が多く記録されている。大同3年（808年）に東山道観察使に任ぜられた藤原緒嗣が6月1日・21日・12月17日の3度にわたって上表して辞任を許可されなかった（『日本後紀』）例、長徳元年（995年）に関白藤原道隆が病気のために2月5日・16日・4月3日に上表して辞任が認められた例があり、長保2年（1000年）に内覧左大臣の藤原道長が病気のために4月27日・5月9日・18日に上表をして回復までの間との留保付で一旦辞任の勅許が下されているが、7月16日に道長の回復を理由に先の勅許が取り消されている（『権記』）例がある。また、新任の大臣の上表としては、治安元年（1021年）に右大臣に就任することとなった藤原実資が就任前に6月16日・22日・26日に上表を行っているが返却され、7月25日に任命されている（『小右記』）。また、藤原伊尹が重態になった折に円融天皇が摂政の上表をすぐに受理してしまった事に対して藤原済時がその不見識（3度目まで待たなかったこと）を非難している。また、後代の例であるが、鎌倉幕府の意向を受けて摂関の地位に就いた九条忠家が治天の君である亀山上皇の意向で短期間で更迭された際には三度の上表すら許されなかったという（『勘仲記』）。
なお、摂政が上表を提出する場合には、天皇に代わって父母である院・女院（あるいは皇太后）に提出することになっていた。これは天皇が幼少であることに加え、天皇の代理である摂政が天皇に代わって自分自身の上表の可否を判断するという矛盾した事態を避ける意味があった（摂政退任者の待遇に関しても、同様の理由から院・女院が判断を下す形態を採っていた）。貞観18年（876年）に藤原基経が清和上皇に上表を行った例や、長和5年（1016年）に藤原道長が皇太后藤原彰子（後の上東門院）に上表を行った例があり、それを先例として寛治元年（1087年）に堀河天皇の摂政に任じられた藤原師実も6月24日に白河上皇に対して上表を行ったという（『為房卿記』）。なお、道長は長和6年（1016年）の摂政辞任時も同様の上表を行っており、寛治8年（1094年）に関白に転じていた師実が3月9日に辞任の上表を行った際にも、堀河天皇は上東門院の先例に倣うとして上表と勅答を白河上皇の元に送って内覧を求めている（『中右記』）。摂関家である御堂流の祖となった道長が天皇ではなく女院に上表を行って進退を決した事実は以後の摂関にも尊重され、反対に白河法皇が藤原師通急死後の摂関人事に介入を行ってその後も摂関の任命権を把握したこともこの先例をもって正当化されたと考えられている。